# Legge obiettivo
La legge nº 443 del 2001, conosciuta anche come Legge Obiettivo, è lo strumento legislativo che stabilisce procedure e modalità di finanziamento per la realizzazione delle grandi infrastrutture strategiche in Italia per il decennio dal 2002 al 2013.

## Storia
Emanata durante il governo Berlusconi II, la legge ha lo scopo di programmare l'ammodernamento delle infrastrutture, di definire a livello normativo, finanziario ed operativo la realizzazione delle opere pubbliche definite strategiche e di preminente interesse nazionale.
Per la sua natura infrastrutturale, la legge vede il Ministero del Tesoro e quello delle infrastrutture come protagonisti delle decisioni contenute.

## Risorse finanziarie
Il programma del 21 dicembre 2001 prevede stanziamenti in un decennio per complessivi 125,8 miliardi di euro (circa 12 miliardi di euro l'anno), coperti per 43,2 miliardi di euro con risorse disponibili e da coprire per 82,6 miliardi di euro con risorse da raccogliere o attraverso nuovi stanziamenti pubblici o attraverso l'intervento di partner privati.

## Le critiche
Molte delle critiche riguardano il fatto che le opere previste dalla legge sono, per quasi i due terzi del totale, non finanziate. Questo rischierebbe di far avviare contemporaneamente un gran numero di progetti senza poi avere la possibilità reale di concluderli se non aumentando la spesa pubblica.